# 4月26日 (旧暦)
旧暦4月26日は旧暦4月の26日目である。六曜は大安である。

## できごと
- 昌泰元年（ユリウス暦898年5月20日） - 寛平より昌泰に改元
- 承平元年（ユリウス暦931年5月16日） - 延長より承平に改元
- 嘉暦元年（ユリウス暦1326年5月28日） - 正中より嘉暦に改元

## 誕生日
- 天明3年（グレゴリオ暦1783年5月26日） - 村田清風、長州藩士、家老（+ 1855年）

## 忌日
- 貞治6年/正平22年（ユリウス暦1367年5月25日） - 足利基氏、室町幕府初代鎌倉公方・足利尊氏の次男（* 1340年）
- 明徳4年（ユリウス暦1393年6月6日） - 後円融天皇[要出典]、北朝5代天皇（* 1358年）